# Aah (Film)
Aah ist ein Bollywoodfilm mit einem der bekanntesten indischen Leinwandpaare: Raj Kapoor und Nargis. 

## Handlung
Raj stammt aus reichem Hause und ist Ingenieur von Beruf, wo er doch eigentlich lieber Poet sein wollte. Nach Aufforderung seines Vaters soll Raj den letzten Wunsch seiner verstorbenen Mutter erfüllen. Deshalb nimmt er Kontakt mit Chandra auf. Sie ist die Tochter eines guten Freundes seines Vaters. So schreibt er ihr Briefe voller Liebe und Poesie. Doch Chandra hat keine Lust zu antworten und übergibt ihrer jüngeren Schwester Neelu diese Aufgabe. Gerührt von Rajs Worten baut sie eine Brieffreundschaft unter Chandras Namen auf. Gleichzeitig beschließen sie, sich zu besuchen und treffen sich bereits auf halbem Wege. Nach einigen Missverständnissen klärt sich das Rätsel auf und sie verlieben sich ineinander.
Nach so viel Glück schlägt das Schicksal von seiner unangenehmen Seite zu: Raj ist wie einst seine Mutter an Tuberkulose erkrankt und wird innerhalb der nächsten zwei Jahre sterben. Aufgrund dessen will er sich von Neelu fernhalten und freundet sich mit Chandra an. Er tut alles, damit Neelu ihn nicht mehr liebt. Er bittet sogar seinen Freund und Arzt Kailash, Neelu zur Frau zu nehmen. 
Zum Schluss finden beide dennoch wieder zueinander und feiern eine prachtvolle Hochzeit.

## Musik
Komponiert wurde der Soundtrack von dem Duo Shankar-Jaikishan. Die Liedtexte stammen von Shailendra und Hasrat Jaipuri.
| Songtitel                              | Sänger/in               |
| -------------------------------------- | ----------------------- |
| Aaja Re Ab Mera Dil Pukara (revival)   | Lata Mangeshkar, Mukesh |
| Aaja Re Ab Mera Dil Pukara (revival)   | Lata Mangeshkar         |
| Jane Na Nazar Pehchane Jigar           | Lata Mangeshkar, Mukesh |
| Raat Andheri Door Savera               | Mukesh                  |
| Aa Ja Re Ab Mera Dil Pukare            | Lata Mangeshkar, Mukesh |
| Yeh Sham Ki Tanhaiyan                  | Lata Mangeshkar         |
| Chhoti Si Yeh Zindagani                | Mukesh                  |
| Jane Na Nazar Pehchane Jigar (Revival) | Lata Mangeshkar, Mukesh |
| Jhanan Jhanan Ghungharwa Baje          | Lata Mangeshkar         |
| Jo Main Janti...                       | Lata Mangeshkar         |
| Raja Ki Aayegi Barat                   | Lata Mangeshkar         |

## Kritiken
Die Story mag nicht die originellste sein, die Inszenierung nicht die Aufsehen erregendste - doch Kurzweil ist garantiert, nicht nur wegen der Chemie von Raj und Nargis, sondern auch wegen der frisch inszenierten ersten Filmhälfte - welche gleichermassen an Cyrano de Bergerac und den späteren Mujhse Dosti Karoge erinnert. (von molodezhnaja.ch 12. März 2006)

## Dies und Das
- Dieser Film ist das Regiedebüt von Raja Nawathe.
- Am Anfang des Films wird Prithviraj Kapoor, der Vater von Raj Kapoor, in einer Archivaufnahme gezeigt (Mann während der Predigt).
- Der Playbacksänger Mukesh spielt in dem Film eine kleine Rolle als Kutschenfahrer.